# My Soul to Take
Pour plus de détails, voir Fiche technique et Distribution.
My Soul to Take ou Prends mon âme au Québec est un film d'horreur américain réalisé par Wes Craven et sorti en 2010. Ce slasher en 3D relate l'histoire d'un tueur en série qui ressurgit seize ans après sa prétendue mort pour tuer les sept enfants nés cette nuit-là.

## Synopsis
La petite ville de Riverton est à nouveau marquée par des meurtres sanglants. Seize ans plus tôt, un terrible tueur en série, the Riverton Ripper, y a sévi. Est-ce le même tueur ou un copycat ? Sept enfants, Jerome, Alex, Jay, Adam, Penelope, Brittany et Brandon, sont nés le jour même du massacre. Ils fêtent donc aujourd'hui leur 16 ans. Adam, surnommé « Bug », est attiré et obsédé par les légendes et rumeurs entourant le tueur.

## Fiche technique
Sauf indication contraire, les informations mentionnées dans cette section peuvent être confirmées par la base de données cinématographiques IMDb,  présente dans la section « Liens externes ».
- Titre original et français : My Soul to Take
- Titre québécois : Prends mon âme
- Réalisation et scénario : Wes Craven
- Direction artistique : Adam Stockhausen
- Décors : Jack Ballance
- Photographie : Peter Deming
- Montage : Peter McNulty
- Musique : Marco Beltrami
- Production : Wes Craven, Anthony Katagas et Iya Labunka
- Sociétés de production : Corvus Corax Productions, Relativity Media et Rogue Pictures (en)
- Distribution : Rogue Pictures (États-Unis), Euro TV (France)
- Budget : 25 millions de dollars[1]
- Pays d’origine :  États-Unis
- Langue originale : anglais
- Format : couleur - 35 mm - 1.85:1 - 35 mm - DTS - Dolby Digital - SDDS
- Genres : horreur (slasher), thriller
- Dates de sortie :
  - États-Unis : 8 octobre 2010
  - France : 1er août 2012
- Film interdit aux moins de 12 ans lors de sa sortie en France

## Distribution
- Max Thieriot (VF : Brice Ournac ; VQ : Nicolas Bacon) : Adam « Bug » Hellerman
- John Magaro (VF : Emmanuel Garijo ; VQ : Éric Paulhus) : Alex Dunkelman
- Denzel Whitaker (VQ : Roxan Bourdelais) : Jerome King
- Zena Grey (de) (VF : Adeline Moreau ; VQ : Eloisa Cervantes) : Penelope Bryte
- Nick Lashaway (en) (VQ : Nicholas Savard L'Herbier) : Brandon O'Neil
- Paulina Olszynski (pt) (VQ : Claudia-Laurie Corbeil) : Brittany Cunningham
- Jeremy Chu (VQ : Gabriel Lessard) : Jake Chan
- Elena Hurst : Maria Ramirez
- Emily Meade (VQ : Kim Jalabert) : Fang Hellerman
- Raúl Esparza (VF : Mathieu Buscatto ; VQ : Gilbert Lachance) : Abel Plenkov
- Jessica Hecht (VF : Virginie Méry ; VQ : Marika Lhoumeau) : May Hellerman
- Frank Grillo (VF : Maurice Decoster ; VQ : Pierre Auger) : l'inspecteur Frank Paterson
- Dennis Boutsikaris (VF : Érik Colin ; VQ : Sébastien Dhavernas) : le principal Pratt
- Danai Gurira (VF : Laura Zichy) : Jean-Baptiste
- Harris Yulin (VF : Hervé Jolly) : Dr Blake
- Shareeka Epps (en) : Chandelle King
- Felix Solis (VF : Marc Bretonnière) : Chela
- Trevor St. John : Lake
- Michael Bell : l'invité du podcast

 Source et légende : version française (VF) sur RS Doublage

## Production
Si l’on excepte son segment dans le film à sketches Paris, je t'aime, Wes Craven n’avait plus mis en scène l'un de ses scénarios depuis Freddy sort de la nuit (1994). Il avait en revanche beaucoup écrit pour d'autres réalisateurs, notamment le remake de La colline a des yeux 2. Le film s’appelait originellement 25/8, le réalisateur-scénariste décide ensuite de changer le titre en My Soul To Take, d'après une phrase de la comptine pour enfant Now I Lay Me Down to Sleep (en),.
Henry Hopper (fils de Dennis Hopper) devait initialement tenir le rôle d'Adam « Bug » Hellerman. Malade, il sera finalement remplacé par Max Thieriot.
Le tournage a lieu d'avril à juin 2008. Il se déroule dans le Connecticut (New Milford, Danbury, Tolland, ...).
Après des projections test négatives, certaines scènes du début et de la fin du film ont été réécrites et retournées. Le film est par ailleurs converti en relief après le tournage et n'avait pas été au départ prévu pour la 3D.

## Sortie et accueil
Le film reçoit des critiques globalement négatives. Sur l'agrégateur américain Rotten Tomatoes, il récolte 10% d'opinions favorables pour 63 critiques et une note moyenne de 3,40⁄10. Le consensus du site est « Terne, sans joie ni formule, My Soul to Take suggère que le scénariste-réalisateur Wes Craven a mis fin trop tôt à sa pause de cinq ans dans le cinéma ». Sur Metacritic, il obtient une note moyenne de 25⁄100 pour 13 critiques.
Le magazine américain Fangoria le nomme parmi les pires films de l'année en 2011.
En France, le film obtient une note moyenne de 2,2⁄5 sur le site AlloCiné, qui recense 10 titres de presse.
Pour promouvoir le film, le distributeur Rogue Picture a voulu crééer le buzz en organisant une fausse attaque au couteau à l'avant-première.
À sa sortie, My Soul to Take détient le « record » du plus mauvais démarrage au box-office américain pour un film en 3D : seulement 6 842 220 $ pour son premier week-end d'exploitation. Le record sera ensuite repris par Les Voyages de Gulliver quelques mois plus tard. My Soul to Take demeure un flop commercial avec 21 millions de dollars dans le monde pour un budget de 25 millions de dollars
| Pays ou région    | Box-office   | Date d'arrêt du box-office | Nombre de semaines |
| ----------------- | ------------ | -------------------------- | ------------------ |
| États-Unis Canada | 14 744 435 $ | 4 novembre 2010            | 4                  |
| France            | 984 entrées  | -                          | -                  |
| Total mondial     | 21 500 813 $ | -                          | -                  |